# Temporada da CART World Series de 2001
A Temporada da CART World Series de 2001 foi a 23ª temporada da história da categoria. O campeão foi o brasileiro Gil de Ferran, da Penske, tendo a decisão do campeonato na penúltima prova da temporada. O neozelandês Scott Dixon, da PacWest Racing, foi premiado com o título de rookie do ano.
Inicialmente, um calendário de 22 provas fora lançado, sendo que pela primeira vez a CART disputaria etapas na Europa, com a inclusão dos circuitos ovais de Lausitz (Alemanha) e Rockingham (Inglaterra).
Entretanto, o GP do Texas, que seria realizado em 29 de abril, foi cancelado após laudo de Steve Olvey, diretor-médico da categoria, alegando que que os pilotos não aguentariam a ação da força da gravidade no Texas Motor Speedway a velocidades que poderiam chegar a 380 km/h.
A etapa do Rio de Janeiro, que seria disputada em 25 de março, também foi cancelada e, após isso, o Brasil ficaria sem sediar provas da categoria até 2010. Com o início das obras para construção de um prédio esportivo em um trecho do circuito oval, inicialmente a corrida seria transferida para o traçado misto. Porém a corrida acabou sendo cancelada pelos organizadores antes mesmo do início da temporada.
Esta temporada ficou marcada pelo violento acidente entre o italiano Alessandro Zanardi e o canadense Alex Tagliani, na etapa de Lausitz, na Alemanha.
Foi também o último ano em que a equipe Penske participou da categoria. Ao término da temporada, a equipe migrou para a concorrente IRL levando seus pilotos titulares, Gil de Ferran e Hélio Castroneves.

## Calendário
| Etapa | Nome da corrida                          | Circuito                          | Local                       | Data           | Voltas | TV (USA) | TV (Brasil) |
| ----- | ---------------------------------------- | --------------------------------- | --------------------------- | -------------- | ------ | -------- | ----------- |
| 1     | Tecate/Telmex Grand Prix                 | Fundidora Park                    | Monterrey, Mexico           | 11 de março    | 85     | ABC      | Record      |
| -     | Rio 200 (Cancelada)                      | Autódromo de Jacarepaguá          | Rio de Janeiro, Brazil      | 25 de março    | 108    | -        | -           |
| 2     | Toyota Grand Prix of Long Beach          | Ruas de Long Beach                | Long Beach, California      | 8 de abril     | 90     | ABC      | Record      |
| 3     | Firestone Firehawk 600k (Cancelada)      | Texas Motor Speedway              | Fort Worth, Texas           | 29 de abril    | 248    | ESPN     | Record      |
| 4     | Lehigh Valley Grand Prix                 | Nazareth Speedway                 | Nazareth, Pennsylvania      | 6 de maio      | 225    | ABC      | Record      |
| 5     | Bridgestone Potenza 500k                 | Twin Ring Motegi                  | Motegi, Japan               | 19 de maio     | 201    | ABC      | Record      |
| 6     | Miller Lite 250                          | Milwaukee Mile                    | West Allis, Wisconsin       | 3 de junho     | 250    | ABC      | Record      |
| 7     | Tenneco Automotive Grand Prix of Detroit | Belle Isle Park                   | Detroit, Michigan           | 17 de junho    | 72     | ABC      | Record      |
| 8     | G.I. Joe's 200                           | Portland International Raceway    | Portland, Oregon            | 24 de junho    | 76*    | ESPN     | Record      |
| 9     | Marconi Grand Prix of Cleveland          | Cleveland Burke Lakefront Airport | Cleveland, Ohio             | 1 de julho     | 100    | ESPN     | Record      |
| 10    | Molson Indy                              | Exhibition Place                  | Toronto, Ontário            | 15 de julho    | 95     | ESPN     | Record      |
| 11    | Michigan 500                             | Michigan International Speedway   | Brooklyn, Michigan          | 22 de julho    | 250    | ESPN     | Record      |
| 12    | CART Grand Prix of Chicago               | Chicago Motor Speedway            | Cicero, Illinois            | 29 de julho    | 225    | ABC      | Record      |
| 13    | CART Grand Prix of Mid-Ohio              | Mid-Ohio Sports Car Course        | Lexington, Ohio             | 12 de agosto   | 55     | ESPN     | Record      |
| 14    | Motorola 220                             | Road America                      | Elkhart Lake, Wisconsin     | 19 de agosto   | 45*    | ESPN2    | Record      |
| 15    | Molson Indy Vancouver                    | Ruas de Vancouver                 | Vancouver, British Columbia | 2 de setembro  | 98*    | ESPN2    | Record      |
| 16    | German 500k                              | EuroSpeedway Lausitz              | Klettwitz, Germany          | 15 de setembro | 154    | ESPN     | Record      |
| 17    | Rockingham 500k                          | Rockingham Motor Speedway         | Corby, United Kingdom       | 22 de setembro | 211    | ESPN2    | Record      |
| 18    | Texaco/Havoline Grand Prix of Houston    | Ruas de Houston                   | Houston, Texas              | 7 de outubro   | 100    | ESPN     | Record      |
| 19    | Bridgestone Grand Prix of Monterey       | Mazda Raceway Laguna Seca         | Monterey, California        | 14 de outubro  | 87     | ESPN     | Record      |
| 20    | Honda Indy 300                           | Ruas de Surfers Paradise          | Surfers Paradise, Australia | 28 de outubro  | 65     | ESPN     | Record      |
| 21    | The 500 Presented by Toyota              | Auto Club Speedway                | Fontana, California         | 4 de novembro  | 250    | ESPN     | Record      |

- Circuitos ovais
- Circuitos mistos permanentes
- Circuitos de rua temporários *Corrida reduzida por estourar o limite de tempo.

## Equipes e pilotos
| Equipe                     | Chassis     | Motor         | Pneu | No. | Pilotos              | Corridas    | Patrocinador principal                |
| -------------------------- | ----------- | ------------- | ---- | --- | -------------------- | ----------- | ------------------------------------- |
| Marlboro Team Penske       | Reynard 01i | Honda         | F    | 1   | Gil de Ferran        | Todas       | Marlboro 19 Penske Racing 2           |
| Marlboro Team Penske       | Reynard 01i | Honda         | F    | 3   | Hélio Castroneves    | Todas       | Marlboro 19 Penske Racing 2           |
| Target Chip Ganassi Racing | Lola B1/00  | Toyota        | F    | 4   | Bruno Junqueira      | Todas       | Target                                |
| Target Chip Ganassi Racing | Lola B1/00  | Toyota        | F    | 12  | Nicolas Minassian    | 1-7         | Target                                |
| Target Chip Ganassi Racing | Lola B1/00  | Toyota        | F    | 12  | Memo Gidley          | 8-21        | Target                                |
| Walker Motorsport          | Reynard 01i | Toyota        | F    | 5   | Toranosuke Takagi    | Todas       | Pioneer 20 Walker Racing 1            |
| Newman/Haas Racing         | Lola B1/00  | Toyota        | F    | 6   | Cristiano da Matta   | Todas       | Texaco-Havoline                       |
| Newman/Haas Racing         | Lola B1/00  | Toyota        | F    | 11  | Christian Fittipaldi | Todas       | Kmart                                 |
| Team Rahal                 | Lola B1/00  | Ford Cosworth | F    | 7   | Max Papis            | Todas       | Miller Lite 17 Miller Genuine Draft 4 |
| Team Rahal                 | Lola B1/00  | Ford Cosworth | F    | 8   | Kenny Bräck          | Todas       | Shell                                 |
| Herdez Bettenhausen Racing | Lola B1/00  | Ford Cosworth | F    | 16  | Michel Jourdain, Jr. | Todas       | Grupo Herdez                          |
| PacWest Racing             | Reynard 01i | Toyota        | F    | 17  | Maurício Gugelmin    | Todas       | Nextel                                |
| PacWest Racing             | Reynard 01i | Toyota        | F    | 18  | Scott Dixon          | Todas       | Powerware 19 Nextel 2                 |
| Dale Coyne Racing          | Lola B2K/00 | Ford Cosworth | F    | 19  | Michael Krumm        | 1-2         | The Dark Dog                          |
| Dale Coyne Racing          | Lola B2K/00 | Ford Cosworth | F    | 21  | Luiz Garcia Jr.      | 1-2         | Embratel                              |
| Patrick Racing             | Reynard 01i | Toyota        | F    | 19  | Townsend Bell        | 16-17       | Visteon                               |
| Patrick Racing             | Reynard 01i | Toyota        | F    | 20  | Roberto Moreno       | Todas       | Visteon                               |
| Patrick Racing             | Reynard 01i | Toyota        | F    | 40  | Jimmy Vasser         | Todas       | OXXO 1 Patrick Racing 4 Visteon 15    |
| Sigma Autosport            | Lola B1/00  | Ford Cosworth | F    | 22  | Oriol Servià         | Todas       | Sigma Autosport                       |
| Arciero-Blair Racing       | Lola B2K/00 | Phoenix       | F    | 25  | Max Wilson           | 1-4         | winnerB2B.com 9 Driving 101 10        |
| Arciero-Blair Racing       | Lola B2K/00 | Ford Cosworth | F    | 25  | Max Wilson           | 6-10, 13-19 | winnerB2B.com 9 Driving 101 10        |
| Arciero-Blair Racing       | Lola B2K/00 | Ford Cosworth | F    | 25  | Alex Barron          | 20-21       | winnerB2B.com 9 Driving 101 10        |
| Team Green                 | Reynard 01i | Honda         | F    | 26  | Paul Tracy           | Todas       | Kool 19 Team Green 2                  |
| Team Green                 | Reynard 01i | Honda         | F    | 27  | Dario Franchitti     | Todas       | Kool 19 Team Green 2                  |
| Forsythe Racing            | Reynard 01i | Ford Cosworth | F    | 32  | Patrick Carpentier   | Todas       | Player's 19 Racing Since 1961 2       |
| Forsythe Racing            | Reynard 01i | Ford Cosworth | F    | 33  | Alex Tagliani        | Todas       | Player's 19 Racing Since 1961 2       |
| Forsythe Racing            | Reynard 01i | Ford Cosworth | F    | 77  | Bryan Herta1         | Todas       | Indeck                                |
| Team Motorola              | Reynard 01i | Honda         | F    | 39  | Michael Andretti     | Todas       | Motorola                              |
| Fernández Racing           | Reynard 01i | Honda         | F    | 51  | Adrián Fernández     | Todas       | Tecate                                |
| Fernández Racing           | Reynard 01i | Honda         | F    | 52  | Shinji Nakano        | Todas       | Avex                                  |
| Mo Nunn Racing             | Reynard 01i | Honda         | F    | 55  | Tony Kanaan          | Todas       | Hollywood 19 No Limits 2              |
| Mo Nunn Racing             | Reynard 01i | Honda         | F    | 66  | Alessandro Zanardi   | 1-16        | Pioneer 19 Mo Nunn Racing 1           |
| Mo Nunn Racing             | Reynard 01i | Honda         | F    | 66  | Casey Mears          | 18-21       | Pioneer 19 Mo Nunn Racing 1           |

1 Bryan Herta pilotou um Reynard-Honda #77 em uma associação entre a Forsythe e a Zakspeed, que disputou provas da Fórmula 1 na segunda metade dos anos 80.

## Classificação
| Pos. | Piloto               | MTY | LBH | NAZ | MOT | MIL | DET | POR | CLE | TOR | MIC | CHI | MDO | ROA | VAN | LAU | ROC | HOU | LAG | SRF | FON | Pts  |
| ---- | -------------------- | --- | --- | --- | --- | --- | --- | --- | --- | --- | --- | --- | --- | --- | --- | --- | --- | --- | --- | --- | --- | ---- |
| 1    | Gil de Ferran        | 2   | 3   | 23  | 13  | 7   | 6   | 13  | 4   | 14* | 24  | 3   | 2   | 5   | 2   | 8   | 1*  | 1*  | 3*  | 4   | 6   | 199  |
| 2    | Kenny Bräck 1        | 5   | 25  | 2*  | 1   | 1*  | 9   | 11  | 6   | 20  | 17  | 1   | 20  | 14  | 1   | 1*  | 2   | 7   | 25  | 5   | 26  | 163  |
| 3    | Michael Andretti     | 4   | 28  | 6   | 23  | 2   | 4   | 8   | 15  | 1   | 19  | 24  | 26  | 2   | 3   | 4   | 5   | 21  | 14  | 2   | 7   | 147  |
| 4    | Hélio Castroneves    | 8   | 1*  | 11  | 2*  | 26  | 1*  | 17  | 12  | 19  | 8   | 7*  | 1*  | 7*  | 18  | 12  | 4   | 5   | 6   | 20  | 22  | 141  |
| 5    | Cristiano da Matta   | 1*  | 2   | 10  | 25  | 25  | 7   | 10  | 7   | 15  | 4   | 19  | 10  | 6   | 20  | 26  | 3   | 6   | 20  | 1   | 1   | 140  |
| 6    | Max Papis            | 12  | 17  | 24  | 6   | 8   | 11  | 1*  | 18  | 8   | 16* | 13  | 24  | 16  | 22  | 2   | 11  | 9   | 1   | 9   | 2*  | 107  |
| 7    | Dario Franchitti     | 9   | 6   | 8   | 17  | 9   | 2   | 6   | 1   | 24  | 2   | 15  | 16  | 19  | 9   | 25  | 9   | 2   | 19  | 23  | 23  | 105  |
| 8    | Scott Dixon          | 13  | 19  | 1   | 9   | 3   | 22  | 7   | 20  | 5   | 10  | 4   | 12  | 4   | 13  | 9   | 22  | 18  | 4   | 15  | 17  | 98   |
| 9    | Tony Kanaan          | 7   | 7   | 16  | 3   | 6   | Wth | 24  | 16  | 10  | 21  | 8   | 5   | 12  | 4   | 7   | 8   | 12  | 8   | 17  | 5   | 93   |
| 10   | Patrick Carpentier   | 25  | 23  | 25  | 19  | 17  | 8   | 5   | 26  | 21  | 1   | 2   | 3   | 9   | 16  | 3   | 16  | 10  | 26  | 11  | 10  | 91   |
| 11   | Alex Tagliani        | 21  | 18  | 22  | 22  | 12  | 21  | 12  | 9   | 2   | 6   | 6   | 7   | 8   | 23* | 21  | 14  | 19  | 15  | 3   | 3   | 80   |
| 12   | Jimmy Vasser         | 6   | 5   | 4   | 5   | 21  | 18  | 16  | 5   | 26  | 23  | 14  | 23  | 21  | 19  | 15  | 7   | 11  | 5   | 6   | 12  | 77   |
| 13   | Roberto Moreno       | 27  | 11  | 12  | 10  | 15  | 3   | 2   | 8   | 11  | 12  | 20  | 6   | 11  | 1   | 23  | 13  | 22  | 22  | 22* | 19  | 76   |
| 14   | Paul Tracy           | 3   | 4   | 3   | 18  | 24  | 14  | 21  | 24  | 6   | 7   | 12  | 4   | 26  | 26  | 10  | 6   | 24  | 18  | 14  | 24  | 73   |
| 15   | Christian Fittipaldi | 20  | 24  | 5   | 4   | 18  | 5   | 3   | 11  | 12  | 18  | 25  | 8   | 18  | 11  | 19  | 24  | 8   | 9   | 8   | 13  | 70   |
| 16   | Bruno Junqueira      | 22  | 9   | 7   | 24  | 4   | 19  | 23  | 23  | 13  | 9   | 17  | 13  | 1   | 12  | 11  | 25  | 23  | 7   | 21  | 4   | 68   |
| 17   | Memo Gidley          |     |     |     |     |     |     | 25  | 2*  | 17  | 14  | 5   | 11  | 20  | 10  | 14  | 18  | 3   | 2   | 10  | 14  | 65   |
| 18   | Adrián Fernández     | 19  | 16  | 19  | 16  | 5   | 12  | 19  | 21  | 3   | 25  | 10  | 22  | 3   | 21  | 24  | 23  | 14  | 10  | 19  | 18  | 45   |
| 19   | Oriol Servià         | 14  | 14  | 9   | 14  | 14  | 16  | 9   | 17  | 23  | 11  | 18  | 9   | 10  | 5   | 5   | 10  | 26  | 17  | 25  | 11  | 42   |
| 20   | Michel Jourdain Jr.  | 17  | 13  | 13  | 11  | 13  | 25  | 15  | 25  | 16  | 3   | 23  | 17  | 17  | 6   | 17  | 19  | 25  | 23  | 7   | 16  | 30   |
| 21   | Tora Takagi          | 10  | 20  | 14  | 20  | 20  | 20  | 18  | 14  | 222 | 13  | 11  | 21  | 22  | 7   | 6   | 26  | 4   | 13  | 16  | 15  | 29   |
| 22   | Bryan Herta          | 16  | 10  | 21  | 21  | 22  | 15  | 14  | 3   | 18  | 5   | 21  | 25  | 24  | 17  | 27  | 15  | 13  | 12  | 18  | 25  | 28   |
| 23   | Alessandro Zanardi   | 24  | 26  | 20  | 7   | 11  | 24  | 26  | 13  | 4   | 20  | 9   | 19  | 13  | 24  | 20  |     |     |     |     |     | 24   |
| 24   | Maurício Gugelmin    | 15  | 22  |     | 12  | 10  | 10  | 20  | 10  | 7   | 15  | 22  | 14  | 23  | 15  | 16  | 20  | 20  | 16  | 24  | 20  | 17   |
| 25   | Max Wilson           | 28  | 21  | 17  |     | 23  | 23  | 4   | 19  | 25  |     |     | 15  | 25  | 25  | 18  | 21  | 16  | 24  |     |     | 12   |
| 26   | Shinji Nakano        | 18  | 12  | 15  | 8   | 16  | 13  | 22  | 22  | 9   | 22  | 16  | 18  | 15  | 14  | 22  | 17  | 15  | 21  | 12  | 21  | 11   |
| 27   | Nicolas Minassian    | 11  | 8   | 18  | 15  | 19  | 17  |     |     |     |     |     |     |     |     |     |     |     |     |     |     | 7    |
| 28   | Casey Mears          |     |     |     |     |     |     |     |     |     |     |     |     |     |     |     |     | 17  | 11  | 26  | 8   | 7    |
| 29   | Alex Barron          |     |     |     |     |     |     |     |     |     |     |     |     |     |     |     |     |     |     | 13  | 9   | 4    |
| 30   | Townsend Bell        |     |     |     |     |     |     |     |     |     |     |     |     |     |     | 13  | 12  |     |     |     |     | 1    |
| 31   | Michael Krumm        | 23  | 15  |     |     |     |     |     |     |     |     |     |     |     |     |     |     |     |     |     |     | 0    |
| 32   | Luiz Garcia Jr.      | 26  | 27  |     |     |     |     |     |     |     |     |     |     |     |     |     |     |     |     |     |     | 0    |
| Pos. | Piloto               | MTY | LBH | NAZ | MOT | MIL | DET | POR | CLE | TOR | MIC | CHI | MDO | ROA | VAN | LAU | ROC | HOU | LAG | SRF | FON | Pts. |

| Cor         | Resultados                                  |
| ----------- | ------------------------------------------- |
| Dourado     | Vencedor da prova                           |
| Prata       | 2° lugar                                    |
| Bronze      | 3° lugar                                    |
| Verde       | Entre 4° e 5°                               |
| Azul-claro  | Entre 6° e 10°                              |
| Azul-escuro | Completou a corrida (fora dos 10 primeiros) |
| Roxo        | Abandonou                                   |
| Vermelho    | Não se classificou (DNQ)                    |
| Marrom      | Desistiu de correr (Wth)                    |
| Preto       | Desclassificado (DSQ)                       |
| Branco      | Não largou (DNS)                            |
| Em branco   | Não participou da corrida (DNP)             |
| Em branco   | Não correu                                  |

| '             |                                |
| Negrito       | Pole position                  |
| Itálico       | Volta mais rápida              |
| *             | Liderou maior número de voltas |
| Rookie do ano |                                |
| Rookie        |                                |

| Cor         | Resultados                                  |
| ----------- | ------------------------------------------- |
| Dourado     | Vencedor da prova                           |
| Prata       | 2° lugar                                    |
| Bronze      | 3° lugar                                    |
| Verde       | Entre 4° e 5°                               |
| Azul-claro  | Entre 6° e 10°                              |
| Azul-escuro | Completou a corrida (fora dos 10 primeiros) |
| Roxo        | Abandonou                                   |
| Vermelho    | Não se classificou (DNQ)                    |
| Marrom      | Desistiu de correr (Wth)                    |
| Preto       | Desclassificado (DSQ)                       |
| Branco      | Não largou (DNS)                            |
| Em branco   | Não participou da corrida (DNP)             |
| Em branco   | Não correu                                  |

| '             |                                |
| Negrito       | Pole position                  |
| Itálico       | Volta mais rápida              |
| *             | Liderou maior número de voltas |
| Rookie do ano |                                |
| Rookie        |                                |

### Notes
- 1 Kenny Bräck levou o ponto da pole-position do GP do Texas, que acabou sendo cancelado.
- 2 Toranosuke Takagi foi punido em dois pontos devido a direção perigosa em Toronto.
- 3 Alessandro Zanardi teve suas pernas amputadas devido a um gravíssimo acidente com o canadense Alex Tagliani. Isto marcou sua aposentadoria como piloto de monopostos, uma vez que o italiano havia anunciado que deixaria as pistas no final de 2001. Zanardi, entretanto, voltaria às pistas em 2003.